# 남북로 (김제시)
남북로(Nambuk-ro)는 전북특별자치도 김제시 신풍동 용동오거리에서 김제시 요촌동 덕암오거리 를 잇는 도로이다.

## 주요 경유지
전북특별자치도
- 김제시 (신풍동 . 요촌동)

## 노선
전 구간 지방도 제712호선에 속하므로 이에 대한 별도 표기는 생략한다.
| 이름              | 접속 노선                 | 소재지        | 소재지        | 비고          |
| 봉남로와 직결     | 봉남로와 직결             | 봉남로와 직결 | 봉남로와 직결 | 봉남로와 직결 |
| ----------------- | ------------------------- | ------------- | ------------- | ------------- |
| 용동오거리        | 두월로                    | 김제시        | 신풍동        |               |
| 새한아파트 사거리 | 효자로 금성로             | 김제시        | 신풍동        |               |
| 구산사거리        | 지방도 제716호선 (동서로) | 김제시        | 요촌동        |               |
| 전통시장사거리    | 성산길 서낭당길           | 김제시        | 요촌동        |               |
| 시청회전사거리    | 중앙로                    | 김제시        | 요촌동        |               |
| 요촌삼거리        | 요촌북로                  | 김제시        | 요촌동        |               |
| 덕암오거리        | 벽성로                    | 김제시        | 요촌동        |               |
| 하공로와 직결     |                           |               |               |               |

## 주요 시설및 건물
- GS 칼텍스 동일주유소 (남북로 28/신풍동 302-17)
- 쉐보레 김제바로서비스 (남북로 76/신풍동 452-4)
- 농협 김제농협 중부지점 (남북로 195/요촌동 412-6)
- 농협 김제원예농협 요촌지점 (남북로 198/요촌동 273-2)
- 농협 김제완주축산농협 김제지점 (남북로 218/요촌동 288)
- 농협 전주김제완주축협 하나로마트 김제점 (남북로 218/요촌동 288)
- CU 김제요촌대로점 (남북로 300/요촌동 353)